# NGC 1509
NGC 1509 је спирална галаксија у сазвежђу Еридан која се налази на NGC листи објеката дубоког неба.
Деклинација објекта је - 11° 10' 43" а ректасцензија 4h 3m 55,1s. Привидна величина (магнитуда) објекта NGC 1509 износи 13,7 а фотографска магнитуда 14,6. NGC 1509 је још познат и под ознакама IC 2026, MCG -2-11-13, MK 1079, NPM1G -11.0150, IRAS 04015-1118, PGC 14393.